# Vergonya
La vergonya o empegueïment és un sentiment o torbament de l'ànim per una falta comesa, per una humiliació rebuda o per timidesa, inseguretat, por del ridícul, també pot aparèixer quan es transgredeixen les normes socials o familiars. La seva expressió sol acompanyar-se de signes físics i d'actituds, com poden ser els fogots, enrogiment de galtes o una actitud postural amb la mirada dirigida cap avall.
És un sentiment de base biològica que té la seva importància per a mantenir la coherència i el poder en el si d'un grup tribal o familiar. Així, avergonyir un infant per haver-ne agredit un altre o per haver-se acostat a un perill per a ell mateix o per a altri pot afavorir que cessin aquestes actituds negatives. La vergonya és, doncs, manipulable, ja que es pot despertar per altres qüestions, d'altra banda del tot naturals, però que interessin pel manteniment del poder. Existeixen cultures de la vergonya i cultures de la culpa segons com usin aquesta manipulació.
El pudor és també un sentiment d'empegueïment que ha estat i és útil per mantenir la repressió de la sexualitat.
Es parla de vergonya pels/dels altres o vergonya aliena quan hom té aquest sentiment, sent humiliació o deshonra pels actes d'altri.

## Vergonya lingüística
La vergonya, més específicament, s'usa per a descriure un sentiment d'autoodi associat a l'ús de llengües estigmatitzades. En occità, hom fa servir la paraula vergonha per a denominar la vergonya que han fet sentir a persones de parla occitana a l'estat francès. Més generalment, el fenomen d'avergonyir parlants de llengües minoritàries és comú en molts llocs, i ha estat un obstacle en l'ensenyament de llengües ancestrals en diverses comunitats sense estat.